# Mapuči
Mapuči (špansko: Mapuche), včasih tudi Araukanci, so južnoameriško staroselsko (indijansko) ljudstvo, ki živi v osrednjem delu Čila in deloma v Argentini. 

## Izvor imena
V mapudungunu mapuče pomeni ljudje (če) z dežele oz. zemlje (mapu). V španščini je ljudstvo znano pod imenom Araucanos (Araukanci). Splošno veljavno mnenje, da naj bi to ime izviralo iz kečuanske besede za arauco (upornik), ne drži. Verjetneje izhaja iz krajevnega imena Arauco, kar pomeni »glinena voda«.

## Zgodovina
Čeprav niso bili organizirani v državo ali sorodno strukturo, so se Mapuči uspešno upirali inkovskemu podjarmljenju. Šele od takrat je znana tudi njihova zgodovina.
Od začetka 16. stoletja so z učinkovito gverilsko taktiko, izvirnim orožjem in učenjem od nasprotnikov uspešno kljubovali španskim kolonizatorjem in se nikdar niso pustili podjarmiti. Reka Biobío je predstavljala pomembno naravno utrdbo za obrambo pred vsiljivci. Upor je znan tudi pod imenom araukanska vojna in je del Ercilovega epa La Araucana. V tem času »vojne« so bila tudi mirna obdobja, ko so Mapuči vzpostavili trgovske vezi s Španci.
Med boji v začetku 18. stoletja se je del Mapučev preselil v današnjo Argentino in asimiliral ljudstvo Puelche.
Ob čilenskem boju za neodvisnost je nekaj mapuških poglavarjev podprlo Špance, večina pa jih je menila, da se jih to ne tiče, in se zato niso vmešavali. Ob osamosvojitvi Čila so še naprej trgovali s Čilenci na drugi strani Biobía, še vedno pa je prihajalo do spopadov. 
Od druge polovice 19. stoletja niso mogli več kljubovati Čilu, ki je z načrtno poselitvijo severno in južno od njihovega ozemlja Mapuče stisnil v »sendvič«, zaradi načrtnih priprav na solitrno vojno pa je pridobil še odločilno prednost v oborožitvi in vojaški moči. Nekaj mapuških poglavarjev je tako leta 1881 na griču Cerro Ñielol v bližini Temuca sklenilo sporazum s čilensko vlado, po katerem so mapuška ozemlja priključili Čilu. Skoraj istočasno, med letoma 1879 in 1883, je Julio Roca v okviru »osvojitve puščave« podjarmil argentinske Mapuče.
Kmalu zatem so v Araukaniji zavladale lakota in bolezni, število Mapučev je v času ene generacije občutno padlo, zaseženo je bilo ogromno premoženja (med drugim tudi rudniki srebra) in uničeno tradicionalno kmetijstvo in trgovina, kar je večji del Mapučev pahnilo v revščino.
Danes del Mapučev še naprej živi od kmetijstva na področju med rekama Biobío in Toltén, precejšen del pa se je za boljšim zaslužkom preselil v mesta. 
Leta 1965 začeta zemljiška reforma je nekoliko izboljšala položaj Mapučev, vendar je Pinochetov državni udar vse razveljavil. V zadnjih letih si čilenske oblasti prizadevajo popraviti del krivic iz preteklosti. Tako danes osnovne šole v Temucu in okolici poučujejo mapudungun in mapuško kulturo. Okrepile so se zahteve po povrnitvi nekdanjega imetja. Čeprav še vedno prihaja do občasnih spopadov z veleposestniki, se je glavnina boja preselila na sodišča, kjer se bojujejo proti močnim gozdarskim podjetjem, ki  sadijo neavtohtone drevesne vrste , ki zahtevajo mnogo vode in gnojil, ter energetskim družbam, ki upravljajo hidroelektrarne na Biobíu.
Le ti sodno preganjajo mapuške aktiviste po še vedno veljavni Pinochetovi protiteroristični zakonodaji.

## Kultura
V času prihoda Evropejcev so se znali učinkovito organizirati in postavljati omrežje utrdb in kompleksnih obrambnih struktur. Od Evropejcev so se hitro naučili obdelovanja kovin, jahanja konj, gojenja pšenice in ovac. V času španske kolonizacije sosednjih območij so razvili tradicijo trgovanja s Španci oz. Čilenci. Tako so prišli v stik s španskimi srebrnimi kovanci in razvili umetnost obdelave srebra. Cenili so retorične sposobnosti, ki so bile nujno potrebne za preboj na družbeni lestvici.
Družba je patrilinearna (dedovanje po očetovi liniji), ženskam pa praviloma pripadajo položaji na družbenem dnu.

## Jezik
Mapuški jeziki se govorijo v osrednjem Čilu in delu Argentine. Delijo se v dve glavni veji: mapudungun in huilliche. Opaziti je mogoče nekaj vplivov kečuanščine, čeprav z njo nista v sorodu. V Čilu naj bi bilo le še okoli 200.000 ljudi, ki ju znajo tekoče govoriti.

## Mitologija
Osrednja vloga v verovanju pripada mačiju, kar je v neki meri ekvivalentno šamanu. Ta vloga običajno pripade ženski, ki se mora izučiti pri starejšem mačiju. Mači izvaja obrede za zdravljenje bolezni, izganjanje zla, vpliv na vreme, pridelek in družbena razmerja. Mačiji pogosto dodobra poznajo čilenska zdravilna zelišča. 
Najpomembnejša verska prepričanja so izražena v pripovedi Trenten Vilu y Caicai Vilu. Pomembno mesto v mitologiji imajo duhovi Pillan, Kalku, Wekufe, Chonchon, Piuchen, Nguruvilu idr.
Pomemben del verovanja je tudi ohranjanje spomina na neodvisnost in upor proti zavojevalcem, s čimer vzdržujejo svojo kulturno identiteto.